# Paolo Gentiloni
Pour les articles homonymes, voir Gentiloni.
Paolo Gentiloni Silveri, né le 22 novembre 1954 à Rome, est un homme d'État italien, membre du Parti démocrate (PD), président du Conseil des ministres de 2016 à 2018.
Issu d'une lignée aristocratique, il travaille comme journaliste avant d'entamer une carrière politique au centre gauche de l'échiquier politique italien avec l'appui de Francesco Rutelli, dont il est l'un des collaborateurs. Il est député depuis 2001.
Dans le second gouvernement de Romano Prodi, de 2006 à 2008, il est ministre des Communications ; il contribue en 2007 à la fondation du Parti démocrate. Il siège ensuite dans l'opposition et échoue à se faire désigner candidat du PD en vue de l'élection à la mairie de Rome en 2013.
Il est nommé ministre des Affaires étrangères et de la Coopération internationale dans le gouvernement Matteo Renzi, en 2014.
Après la démission de Matteo Renzi, Paolo Gentiloni devient président du Conseil et forme un gouvernement dont la composition s'inscrit en grande partie dans la continuité de son prédécesseur. Après le mauvais résultat obtenu par le PD aux élections générales de mars 2018, il présente sa démission au président de la République, mais continue de gérer les affaires courantes jusqu'à la prise de fonction de son successeur, Giuseppe Conte.
Le 5 septembre 2019, son successeur, Giuseppe Conte, propose sa nomination comme commissaire européen pour la formation de la Commission von der Leyen.

## Biographie

### Études et profession
Par son père, Paolo Gentiloni Silveri est l'un des descendants directs de la famille des comtes Gentiloni Silverj, dont Ottorino Gentiloni Silverj, proche conseiller et ami du pape Pie X, auquel est attribuée la rédaction du « pacte Gentiloni » (Patto Gentiloni) conclu entre les libéraux et les catholiques à l'occasion des élections générales de 1913.
Une partie de l'éducation de Paolo Gentiloni tient de la « méthode Montessori », à laquelle a succédé un enseignement catholique. Il intègre le Liceo ginnasio Torquato Tasso de Rome, où il commence à fréquenter le mouvement étudiant dirigé par l'activiste de gauche Mario Capanna. Après ses études en science politique à l'université La Sapienza, il rejoint les rangs du Parti d'unité prolétarienne pour le communisme.
En 1984, il entre à la rédaction du magazine La Nuova Ecologia ; parallèlement, il adhère à l'association écologiste Legambiente, au sein de laquelle il rencontre Francesco Rutelli, en 1993, dont il devient bientôt l'un des proches collaborateurs. 
Marié depuis 1988 à l'architecte Emanuela Mauro, Paolo Gentiloni n'a pas d'enfant.

### Débuts en politique
La carrière politique de Paolo Gentiloni commence en 1993, dans l'ombre de Francesco Rutelli, alors maire de Rome, qui en fait son porte-parole. Plus tard, il devient maire adjoint chargé du tourisme, puis du jubilé de l'an 2000. 
Candidat aux élections générales du 13 mai 2001, il est élu député pour la circonscription du Piémont, sous les couleurs de La Marguerite, un parti centriste dont il est l'un des fondateurs, au côté, notamment, de l'ancien syndicaliste Franco Marini. Sa carrière parlementaire prend de l'importance lorsqu'il est porté à la présidence de la commission de surveillance de la RAI, en 2005.

### Ministre des Communications
Au mois de mai 2006, il est approché par Romano Prodi le chef de L'Olivier, coalition de centre-gauche victorieuse de justesse aux élections parlementaires du mois précédent, qui lui propose un portefeuille dans son exécutif. À 51 ans, Paolo Gentiloni, pour la première fois de carrière, entre effectivement au gouvernement comme ministre des Communications. 
À ce poste réputé délicat, le chef de l'opposition Silvio Berlusconi détenant un véritable empire médiatique avec Mediaset, il tente de faire voter par le Parlement une réforme adaptant le système audiovisuel italien aux normes de l'Union européenne, notamment pour le marché des publicités, rencontrant à cette occasion l'opposition de la droite menée par Berlusconi. En 2007, il tente, encore une fois, de faire passer cette loi, toutefois remaniée car ne concernant plus que la RAI, mais le texte, adopté en Conseil des ministres, est rejeté par la chambre basse alors qu'il avait obtenu un avis favorable du Sénat.
La même année, Gentiloni est vivement critiqué pour avoir proposé l'adoption d'un texte régulant les communications sur Internet, ce qui suscite une réelle polémique en Italie. Plus tard, le ministre lui-même reconnaîtra une « grave erreur » de sa part. 

### Cadre du Parti démocrate
En 2007, Paolo Gentiloni fait partie des quarante-cinq membres du comité national d'organisation du Parti démocrate, parti dont il rejoint le comité national de direction en 2009, à l'initiative de son secrétaire Pier Luigi Bersani, comme représentant du courant animé par Dario Franceschini. 
Le 5 décembre 2012, sur son profil Twitter, il annonce être candidat à la primaire démocrate pour la désignation comme candidat à la mairie de Rome. Soutenu par les partisans du maire de Florence Matteo Renzi, il essuie néanmoins un échec cuisant en terminant troisième de la course avec seulement 15 % des voix, loin derrière  David Sassoli (27 %) et Ignazio Marino (55 %), désigné candidat. 
Réélu député pour la première circonscription du Latium à l'issue des élections générales des 24 et 25 février 2013, il intègre la commission des Affaires étrangères tout en prenant la tête du comité permanent pour les questions africaines. Il est, en outre, désigné président du groupe Italie-États-Unis pour l'Union interparlementaire. 

### Ministre des Affaires étrangères

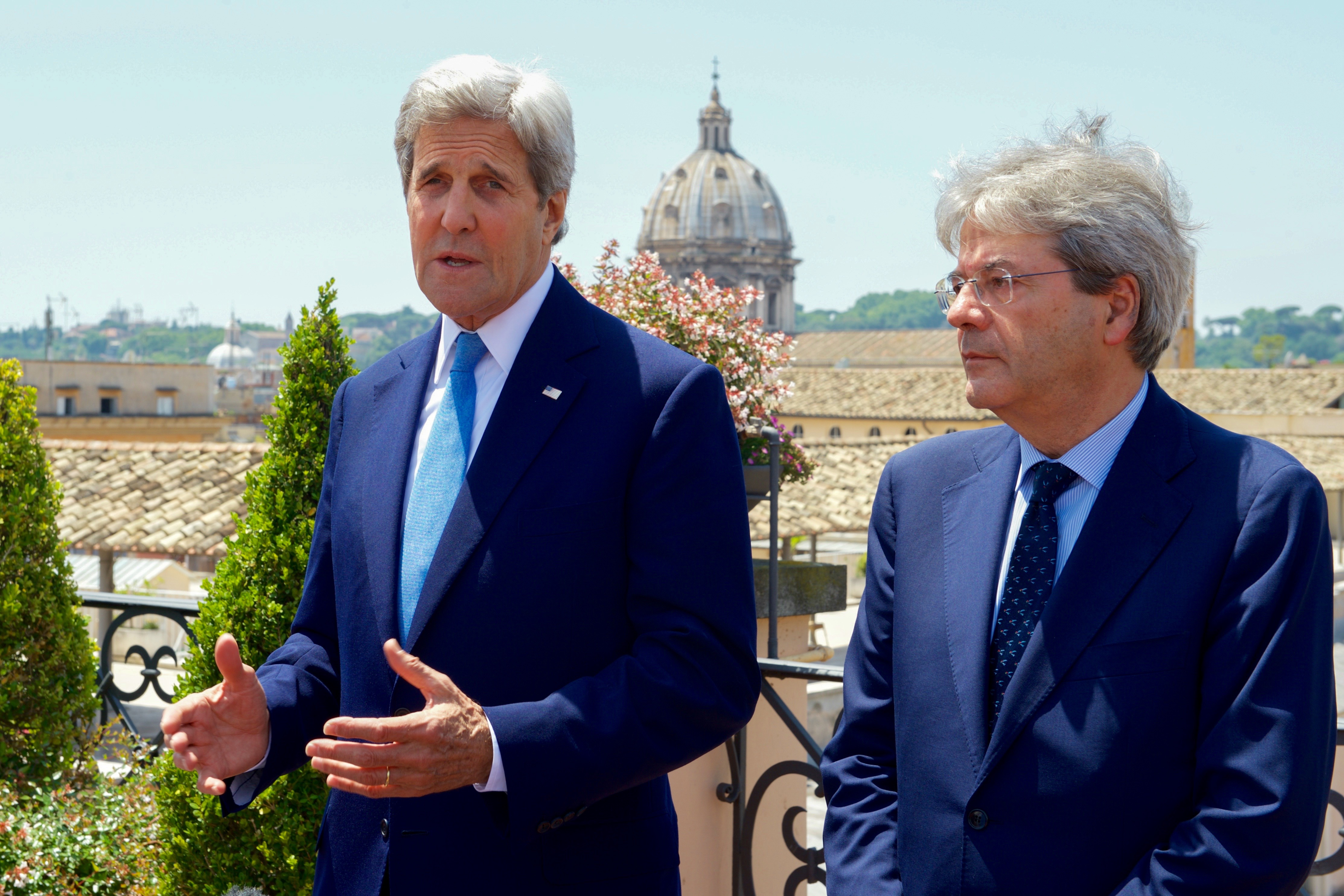
Le secrétaire d'État américain John Kerry et Paolo Gentiloni, Rome, le 26 juin 2016.

Le 31 octobre 2014, il est nommé ministre des Affaires étrangères et de la Coopération internationale dans le gouvernement de Matteo Renzi, dont il est réputé proche. Il prête serment dans l'après-midi, au palais du Quirinal, devant le président de la République, Giorgio Napolitano, succédant à Federica Mogherini, désignée vice-présidente de la Commission européenne et Haute Représentante de l'Union pour les Affaires étrangères et la Politique de sécurité. Il a donc été préféré au vice-ministre sortant des Affaires étrangères, Lapo Pistelli, pourtant très apprécié par les diplomates européens. 
Son premier geste officiel a été de contacter les deux sous-officiers de marine Massimiliano Latorre et Salvatore Girone, dont la détention en Inde a provoqué, à partir de 2012, une crise diplomatique entre ce pays et l'Italie. Devant les commissions des Affaires étrangères de la Chambre des députés et du Sénat, le nouveau ministre promet de mettre en œuvre tout ce qu'il convient de faire pour trouver une « solution rapide » à cette crise. 
Au mois de février 2015, dans une interview relative à la situation du groupe terroriste « État islamique », il déclare que « si nécessaire, l'Italie sera prête à se battre en Libye contre [cette organisation] parce que nous ne pouvons accepter qu'à quelques heures de navigation de l'Italie se trouve une menace terroriste active ». Un mois plus tard, lors d'un voyage au Cuba précédent une rencontre avec le chef de l'État Raúl Castro, il assure que son pays œuvre dans les négociations pour la fin de l'embargo avec les États-Unis.  
Il est en première ligne dans la crise diplomatique opposant l'Italie à l'Égypte après l'assassinat de l'étudiant italien Giulio Regeni au Caire, au mois de janvier 2016, dont l'enquête contestée des autorités égyptiennes a provoqué le rappel de l'ambassadeur italien.

### Président du Conseil

#### Le successeur désigné de Matteo Renzi
Le 4 décembre 2016, le référendum constitutionnel proposé par le gouvernement Renzi  est massivement rejeté par les Italiens ayant pris part au vote ; le référendum en question suggérait, entre autres, une profonde réforme du Sénat de la République mettant fin, de fait, au bicamérisme parfait qui favorise, de longue date, l'instabilité politique et gouvernementale en Italie. Ayant promis de démissionner en cas d'échec, Renzi délaisse la présidence du Conseil, confrontant le président de la République, Sergio Mattarella, à la première crise politique de son septennat.
Dès le 11 décembre suivant, Paolo Gentiloni est convoqué au palais présidentiel du Quirinal par le chef de l'État, Sergio Mattarella, qui lui confère la mission de former le prochain gouvernement, ce que Gentiloni accepte « avec réserve », conformément à la tradition. La désignation de Gentiloni ne constitue pas une surprise puisque son nom était régulièrement cité pour la succession de Renzi après l'échec de la réforme de celui-ci, tout comme ceux du ministre des Finances, Pier Carlo Padoan, et du président du Sénat, Pietro Grasso.
D'après la presse italienne, le choix du président Mattarella a été nourri par la réputation internationale de Paolo Gentiloni, reconnu compétent par les milieux diplomatiques et apte à « se saisir des grands dossiers internationaux », alors que l'opposition, qui conteste sa nomination, se plaît à rappeler qu'il est un fidèle du chef du gouvernement démissionnaire, ce qui rend sa prochaine investiture « illégitime » d'après les cadres du Mouvement 5 étoiles qui refuse, dès lors, de participer au vote de confiance nécessaire à l'investiture du nouveau cabinet.

#### Un gouvernement de continuité

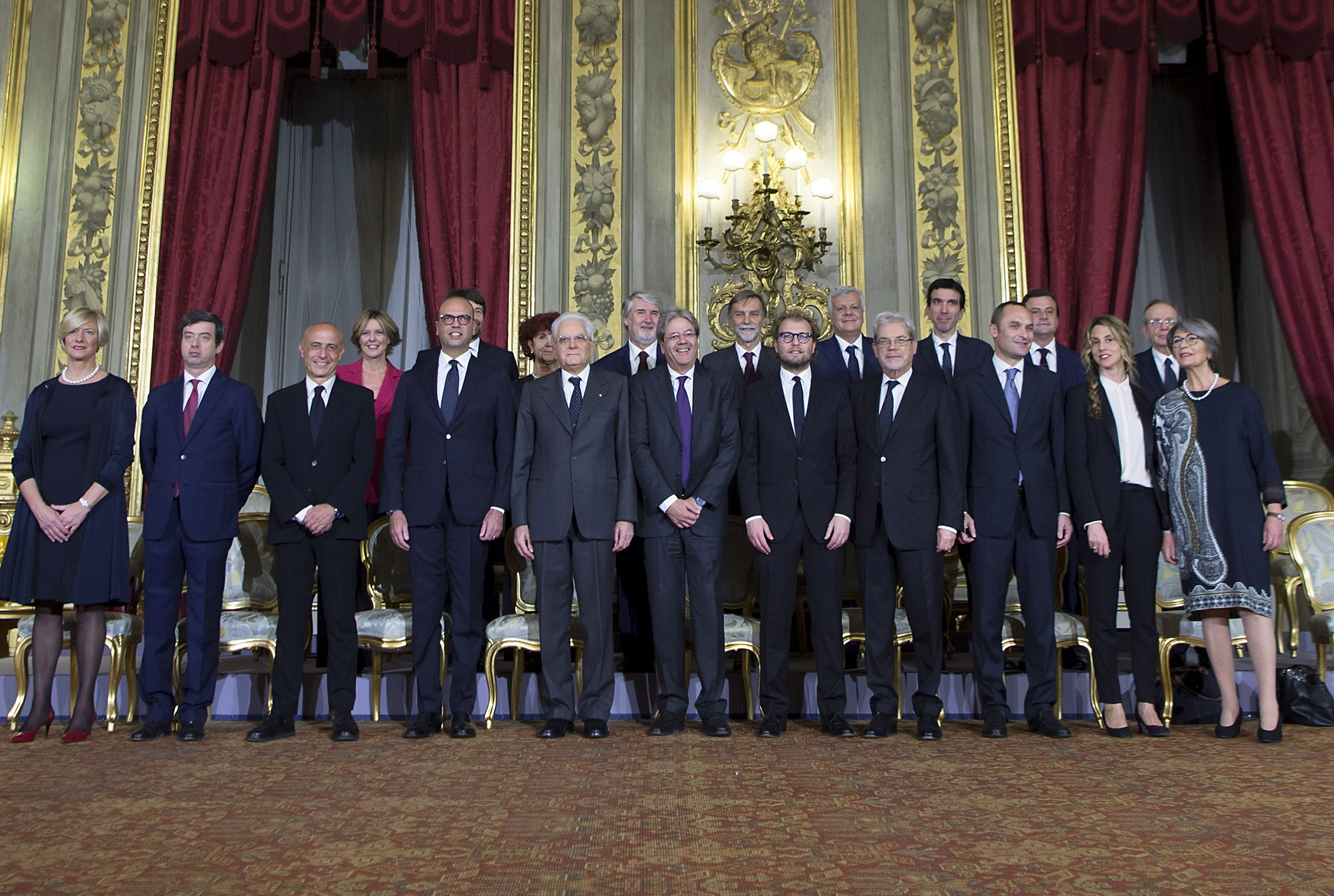
Le gouvernement Gentiloni à Rome, le 12 décembre 2016.

Le 12 décembre 2016, le lendemain même de sa désignation, Paolo Gentiloni monte au Quirinal pour présenter son gouvernement au chef de l'État, devant lequel lui-même ses ministres prêtent serment dans la soirée. Devenu président du Conseil, il arrive au palais Chigi pour recevoir les pouvoirs que lui transmet son prédécesseur, Matteo Renzi. 
La presse et l'opposition ne tardent pas à commenter la composition de ce nouvel exécutif, qualifié de « gouvernement Renzi-bis » puisque plusieurs des ministres siégeant dans le précédent cabinet sont reconduits dans leurs fonctions,, : c'est, notamment le cas d'Andrea Orlando (Justice), de Roberta Pinotti (Défense) et de Pier Carlo Padoan (Économie et Finances). Toutefois, trois personnalités font leur entrée dans ce gouvernement, dont la sénatrice Anna Finocchiaro, chargée des Relations avec le Parlement, et la vice-présidente du Sénat, Valeria Fedeli, nommée ministre de l'Éducation. De son côté, la députée « renziste » Maria Elena Boschi, ancienne ministre des Réformes institutionnelles, se voit confier le stratégique secrétariat d'État à la présidence du Conseil. 
Dès le lendemain, après que le nouveau président du Conseil a exposé son programme dans un discours de politique générale, le gouvernement obtient la confiance de la Chambre des députés par 368 voix pour et 105 voix contre tandis qu'il acquiert, le lendemain, celle du Sénat par 169 voix pour et 99 contre.

### Après la présidence du Conseil
Le 23 mai 2018, le président Sergio Mattarella confie à Giuseppe Conte le soin de former un gouvernement devant succéder à l'exécutif de Paolo Gentiloni. Mais le 27 mai, en désaccord avec le président, Giuseppe Conte renonce à son mandat. Carlo Cottarelli est à son tour désigné formateur par Sergio Matarella dès le lendemain, dans la perspective d'un gouvernement « neutre » alors qu'une crise politique est entamée, toutefois résolue par l'acceptation d'une coalition constituée par Conte et présentée au chef de l'État.
Le 5 septembre 2019, Giuseppe Conte propose la nomination de Paolo Gentiloni comme commissaire européen au sein de la future Commission von der Leyen.